# Rivière Chézine Nord
Pour les articles homonymes, voir Chézine (homonymie).
La rivière Chézine Nord est un affluent de la rivière Chézine coulant dans le territoire non organisé de Lac-Croche et de  la municipalité de Saint-Gabriel-de-Valcartier, dans la municipalité régionale de comté (MRC) de La Jacques-Cartier, dans la région administrative de la Capitale-Nationale, dans la province de Québec, au Canada.

## Géographie
La vallée de la rivière Chézine Nord est desservie par des routes forestières secondaires.
La rivière Chézine Nord prend sa source au lac Corbin (altitude 681 m) dans le territoire non organisé de Lac-Croche. Ce lac fait partie d'un plateau situé entre les montagnes est alimenté par seulement un ruisseau. Ce lac se situe sur le versant sud de la ligne de partage des eaux avec le lac Georgina, situé au nord. Un sommet de montagne culmine à 802 m au nord-ouest du lac. 
À partir de la décharge du lac Corbin, la rivière Chézine Nord coule sur environ 10 km entièrement en zone forestière dans une vallée encaissée en entrant dans la municipalité de Saint-Gabriel-de-Valcartier, jusqu'à sa confluence rive droite  avec la rivière Chézine.
À partir de la confluence de la rivière Chézine Nord, le courant coule vers le sud, puis le sud-est jusqu'à sa confluence avec la rivière Sainte-Anne, jusqu'à la rive nord-ouest du fleuve Saint-Laurent.

## Toponymie
La Chézine est une rivière de la Loire-Atlantique, en France, qui se jette dans la Loire à Nantes. Au Québec, les toponymes « rivière Chézine », « rivière Chézine Nord » et « lac Chézine » sont interreliés.
Le toponyme « rivière Chézine nord » a été officialisé le 5 décembre 1968 à la Banque des noms de lieux de la Commission de toponymie du Québec.